# Teatro Bellini (Naples)
Ne doit pas être confondu avec Teatro Massimo Vincenzo Bellini ou Teatro Bellini (Palerme).
Le Teatro Bellini (Théâtre Bellini) est un théâtre privé et une scène d'opéra située dans le centre historique de Naples. 
La salle est nommée en hommage au compositeur Vincenzo Bellini, mieux connu pour ses opéras et qui a passé un certain temps dans les années 1820 à étudier la musique à Naples. En outre, il y a un autre opéra qui porte son nom, le Teatro Massimo Bellini à Catane, en Sicile, son lieu de naissance.

## Histoire
En 1864, le baron Nicola Sabelli a commandité le théâtre à l'architecte Carlo Sorgente pour la Via Vincenzo Bellini. Ce théâtre, situé près de la Piazza Dante Alighieri, a brûlé en 1869, et un nouveau a été inauguré à quelques centaines de mètres de l'original. 

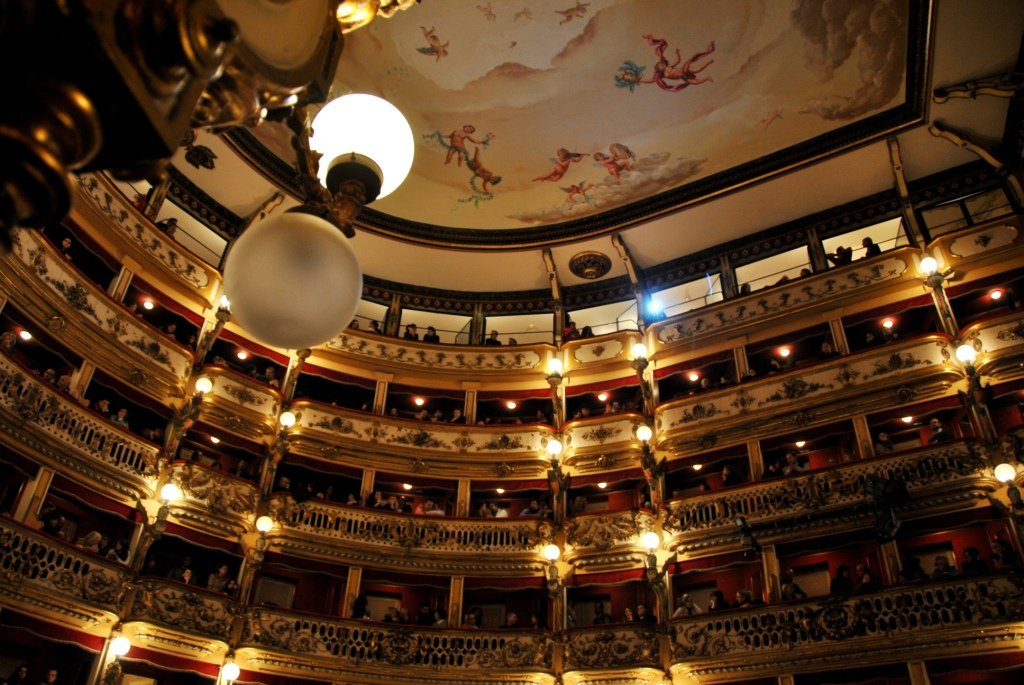
L'intérieur du théâtre aujourd'hui

Le 6 février 1877, il a présenté l'opéra de Bellini, I puritani. Le théâtre dispose de 6 étages de loges. Les décorations intérieures sont dues à Giovanni Ponticelli, Pasquale Di Criscito, et Vincenzo Paliotti, et le portrait peint du compositeur a été réalisé par Vincenzo Migliaro.
Pendant près d'un siècle, le théâtre a présenté des opéras et des opérettes, mais dans les années 1960, il était devenu vétuste, utilisé seulement comme un théâtre bon marché, et on a pensé à sa démolition. En 1962, le Bellini a accueilli son dernier spectacle d'opéra avec Masaniello, avant d'être racheté en 1986 par un groupe dirigé par l'artiste et producteur Tato Russo. Ils ont restauré le Théâtre, et des productions théâtrales et d'opéra sont maintenant souvent présentées